# سوان كوارتر
سوان كوارتر (بالإنجليزية: Swan Quarter)‏ هي مدينة أمريكية ومركز مقاطعة هايد في ولاية كارولاينا الشمالية في الولايات المتحدة الأمريكية.

## المناخ
يظهر الجدول التالي التغييرات المناخية على مدار السنة لسوان كوارتر:
| البيانات المناخية لـسوان كوارتر   | البيانات المناخية لـسوان كوارتر | البيانات المناخية لـسوان كوارتر | البيانات المناخية لـسوان كوارتر | البيانات المناخية لـسوان كوارتر | البيانات المناخية لـسوان كوارتر | البيانات المناخية لـسوان كوارتر | البيانات المناخية لـسوان كوارتر | البيانات المناخية لـسوان كوارتر | البيانات المناخية لـسوان كوارتر | البيانات المناخية لـسوان كوارتر | البيانات المناخية لـسوان كوارتر | البيانات المناخية لـسوان كوارتر | البيانات المناخية لـسوان كوارتر |
| الشهر                             | يناير                           | فبراير                          | مارس                            | أبريل                           | مايو                            | يونيو                           | يوليو                           | أغسطس                           | سبتمبر                          | أكتوبر                          | نوفمبر                          | ديسمبر                          | المعدل السنوي                   |
| --------------------------------- | ------------------------------- | ------------------------------- | ------------------------------- | ------------------------------- | ------------------------------- | ------------------------------- | ------------------------------- | ------------------------------- | ------------------------------- | ------------------------------- | ------------------------------- | ------------------------------- | ------------------------------- |
| الدرجة القصوى °ف (°م)             | 80 (27)                         | 84 (29)                         | 86 (30)                         | 93 (34)                         | 96 (36)                         | 99 (37)                         | 100 (38)                        | 98 (37)                         | 97 (36)                         | 93 (34)                         | 85 (29)                         | 78 (26)                         | 100 (38)                        |
| متوسط درجة الحرارة الكبرى °ف (°م) | 53 (12)                         | 55 (13)                         | 63 (17)                         | 71 (22)                         | 78 (26)                         | 84 (29)                         | 88 (31)                         | 87 (31)                         | 83 (28)                         | 74 (23)                         | 65 (18)                         | 58 (14)                         | 72 (22)                         |
| المتوسط اليومي °ف (°م)            | 43 (6)                          | 45 (7)                          | 52 (11)                         | 60 (16)                         | 68 (20)                         | 75 (24)                         | 80 (27)                         | 78 (26)                         | 74 (23)                         | 64 (18)                         | 55 (13)                         | 48 (9)                          | 62 (17)                         |
| متوسط درجة الحرارة الصغرى °ف (°م) | 33 (1)                          | 34 (1)                          | 40 (4)                          | 48 (9)                          | 58 (14)                         | 65 (18)                         | 71 (22)                         | 69 (21)                         | 64 (18)                         | 53 (12)                         | 44 (7)                          | 37 (3)                          | 51 (11)                         |
| أدنى درجة حرارة °ف (°م)           | −12 (−24)                       | 10 (−12)                        | 17 (−8)                         | 28 (−2)                         | 34 (1)                          | 42 (6)                          | 40 (4)                          | 43 (6)                          | 40 (4)                          | 23 (−5)                         | 15 (−9)                         | 6 (−14)                         | −12 (−24)                       |
| الهطول إنش (مم)                   | 4.87 (124)                      | 3.41 (87)                       | 4.11 (104)                      | 3.24 (82)                       | 4.16 (106)                      | 4.46 (113)                      | 5.04 (128)                      | 6.50 (165)                      | 5.39 (137)                      | 4.34 (110)                      | 3.47 (88)                       | 3.63 (92)                       | 52.62 (1٬336)                   |
| المصدر: The Weather Channel       |                                 |                                 |                                 |                                 |                                 |                                 |                                 |                                 |                                 |                                 |                                 |                                 |                                 |